# Niccolò Paganini

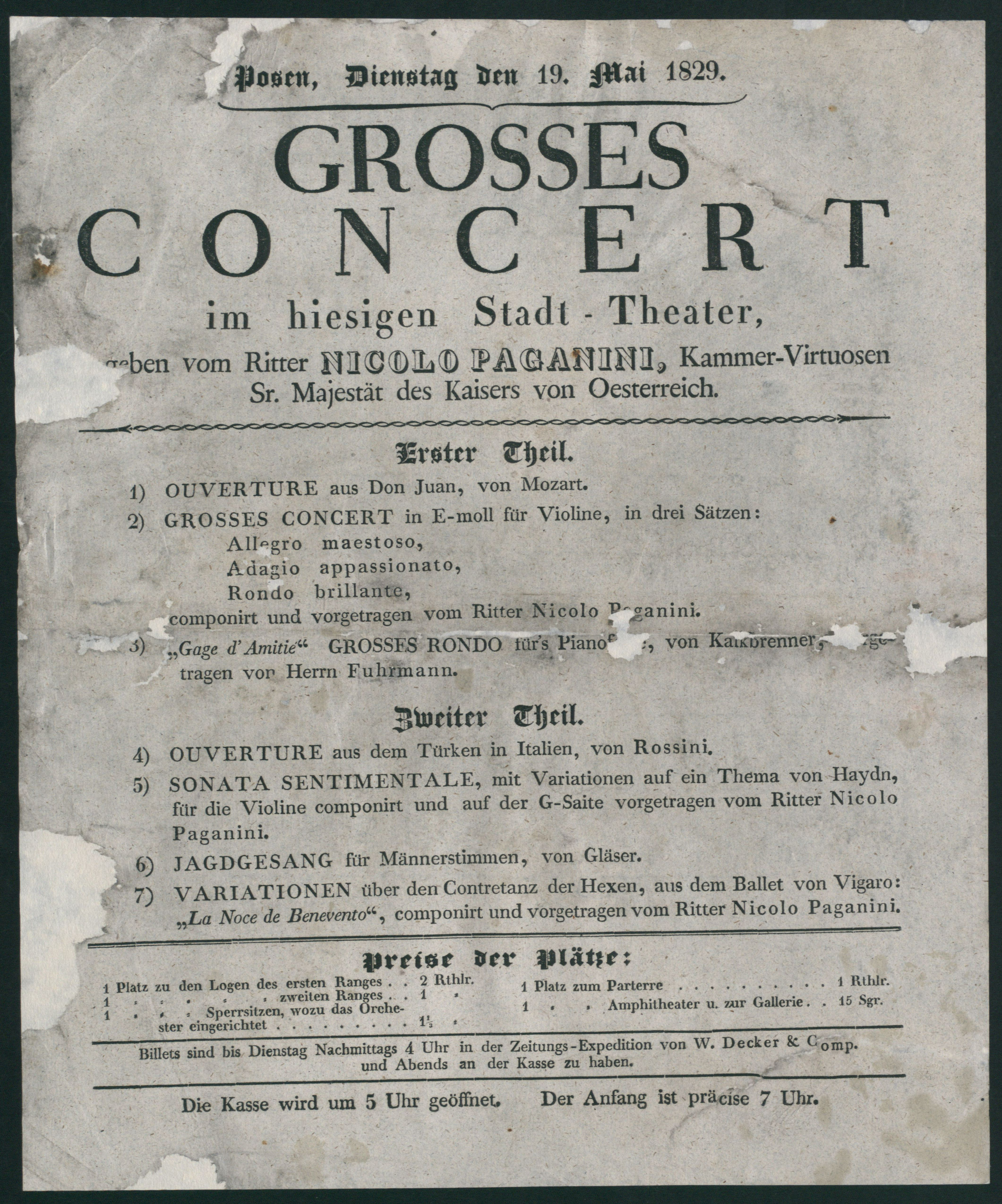
Afisz z programem koncertu Paganiniego w Poznaniu w 1829

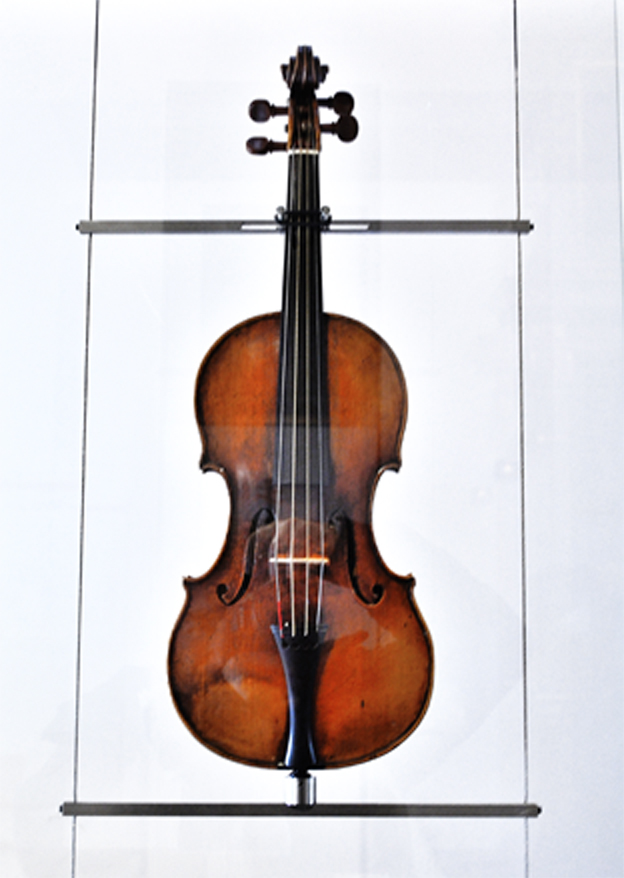
Skrzypce ‘Il Cannone, Paganini’ Guarneriego „del Gesù”, z 1743

Niccolò Paganini (ur. 27 października 1782 w Genui, zm. 27 maja 1840 w Nicei) – włoski skrzypek, altowiolista, gitarzysta, wirtuoz i kompozytor. Uznawany za jednego z najwybitniejszych wirtuozów skrzypiec.

## Życiorys
Niccolò Paganini był trzecim z sześciorga dzieci Antonia Paganiniego i Teresy Bocchiardi. Ojciec Paganiniego zmuszał go karami fizycznymi do nawet kilkunastogodzinnych ćwiczeń gry na skrzypcach. Już jako dziecko występował publicznie. Po wyzwoleniu się spod opieki despotycznego ojca rozpoczął koncertowanie po kraju, wzbudzając sensację jako wirtuoz. Jednocześnie okazywał wielkie zamiłowanie do hazardu i hulanek, często przepuszczając wszystkie pieniądze.
W latach 1800–1805 zniknął całkowicie z życia publicznego i nie wiadomo, czym się wówczas zajmował. Według plotek siedział wtedy w więzieniu razem ze swoimi kolegami – ponoć trafił tam za liczne kradzieże.
Choć występował tylko we Włoszech, jego sława sięgnęła całej Europy. Dopiero w 1828 wyruszył na występy zagraniczne. Okazały się one wielkim triumfem Paganiniego. Grał między innymi w Austrii, Niemczech, Francji i Anglii. W 1829 występował również w Poznaniu i Warszawie. W Warszawie Paganini bawił od 24 maja do końca lipca; wówczas, 14 lipca 1829 roku na Zamku Królewskim, podczas uroczystości koronacyjnych cara Mikołaja I na króla Polski odbył się uroczysty koncertowy „pojedynek” pomiędzy nim a polskim skrzypkiem i kompozytorem Karolem Lipińskim. Jego występy były wielkim wydarzeniem, podsycanym przez plotki i reklamę. Również swoim wyglądem oraz zachowaniem na koncertach i poza nimi wywierał wielkie wrażenie. Ostatnie lata swego życia spędził w Nicei. Chorował na gruźlicę i nie mógł mówić.
W 1827 roku papież Leon XII uhonorował go Orderem Złotej Ostrogi.

## Teorie dotyczące techniki gry
Technika gry Paganiniego do dzisiaj stanowi wielką zagadkę. Stawiano wiele hipotez, aby ją rozwiązać. Lekarze stwierdzili, iż miał wklęsły obojczyk, co umożliwiało mu lepsze utrzymanie skrzypiec, oraz nadrozwój palców. Mówiono o innej budowie jego dłoni, innym prowadzeniu smyczka, specjalnym strojeniu skrzypiec, a nawet o konszachtach z diabłem. Współcześnie rozważana jest hipoteza, że chorował na zespół Marfana, genetyczną chorobę, której objawami są m.in. długie „pajęcze” palce i nadmierna ruchomość stawów.
Na koncertach grywał tylko utwory skomponowane przez siebie. Wprowadził również nowy „chwyt Paganiniego”, w przeciwieństwie do chwytu Geminianiego.

## Instrumenty Paganiniego
(na podstawie materiału źródłowego)
| instrument  | lutnik                                  | miejscowość | rok  | nazwa instrumentu                         | udokumentowany okres własności Paganiniego |
| ----------- | --------------------------------------- | ----------- | ---- | ----------------------------------------- | ------------------------------------------ |
| skrzypce    | Antonio Stradivari                      | Cremona     | 1680 | 'Paganini-Desaint’                        | 1810–1840                                  |
| skrzypce    | Antonio Stradivari                      | Cremona     | 1727 | 'Paganini, Comte Cozio di Salabue’        | 1817–1840                                  |
| skrzypce    | Bartolomeo Giuseppe Guarneri „del Gesù” | Cremona     | 1743 | 'Il Cannone, Paganini' – ulubione         | 1799–1837                                  |
| skrzypce    | Antonio Stradivari                      | Cremona     | 1712 | 'Le Brun’                                 | brak danych                                |
| skrzypce    | Antonio Stradivari                      | Cremona     | 1724 | 'Sarasate’                                | 1817–1840                                  |
| skrzypce    | Bartolomeo Giuseppe Guarneri „del Gesù” | Cremona     | 1738 | 'Lutti, Senn’                             | brak danych                                |
| skrzypce    | Antonio Stradivari                      | Cremona     | 1724 | 'Paganini, Bentinck, Stucki, Sandor Vegh’ | do 1840                                    |
| skrzypce    | Antonio Stradivari                      | Cremona     | 1726 | 'Hubay’                                   | do 1840                                    |
| skrzypce    | Nicola Amati                            | Cremona     | 1657 | 'Paganini’                                | brak danych                                |
| skrzypce    | Giuseppe Guarneri „filius Andreae”      | Cremona     | 1706 | 'Paganini’                                | od 1795                                    |
| skrzypce    | Carlo Bergonzi I                        | Cremona     | 1720 | 'Paganini, Vuillaume’                     | brak danych                                |
| skrzypce    | Giuseppe Guarneri „filius Andreae”      | Cremona     | 1700 | 'Paganini’                                | brak danych                                |
| skrzypce    | Gioffredo Cappa                         | Saluzzo     | 1696 | 'Paganini’                                | brak danych                                |
| altówka     | Antonio Stradivari                      | Cremona     | 1731 | 'Paganini, Mendelssohn’                   | 1832–1840                                  |
| wiolonczela | Antonio Stradivari                      | Cremona     | 1736 | 'Paganini, Ladenburg’                     | do 1840                                    |
| wiolonczela | Antonio Stradivari                      | Cremona     | 1707 | 'Countess of Stanlein, Paganini’          | 1839–1840                                  |
| wiolonczela | Matteo Goffriller                       | Wenecja     | 1700 | 'Piatti, Salmond’                         | brak danych                                |
| wiolonczela | Pietro Giacomo Rogeri                   | Brescia     | 1717 | brak nazwy                                | brak danych                                |

## Twórczość
Najsłynniejsze utwory Paganiniego to 24 Kaprysy na skrzypce solo, koncerty skrzypcowe: D-dur op.6 i h-moll op.7 (ze sławnym „rondem z dzwonkiem”, pierwotnie nazwanym „La Campanella”, które w transkrypcji fortepianowej Ferenca Liszta bardzo się rozpowszechniła). Największe wyzwanie dla skrzypków stanowią wariacje; spośród nich np. „Il Carnevale di Venezia” (Karnawał wenecki). Paganini oprócz skrzypiec mistrzowsko grał na gitarze i zostawił kilkanaście kompozycji solowych i kameralnych na skrzypce, altówkę, gitarę i wiolonczelę.

## Paganini w kulturze
- Dla niego Hector Berlioz skomponował utwór na orkiestrę z solową altówką Harold w Italii.
- Radziecki pisarz Anatolij Winogradow napisał w 1936 roku powieść biograficzną Potępienie Paganiniego (Osużdienije Paganini), przetłumaczoną na j. polski przez Włodzimierza Słobodnika i wydaną po raz pierwszy w Polsce w 1949 r.
- Jego biografia została sfabularyzowana w filmowym dramacie Paganini: Uczeń diabła z Davidem Garrettem w roli tytułowej.
- Karel Gott śpiewał piosenkę pt. „Mît talent co měl Paganini” (Mieć talent taki jaki miał Paganini) lub po prostu „Paganini”.